# Ximena Berecochea
Ximena Berecochea Fernández (Ciudad de México, 27 de septiembre de 1968) es una fotógrafa y artista visual mexicana, conocida por su trabajo multidisciplinario, en el que liga, principalmente, su obra fotográfica a elementos lingüísticos y textos literarios. Es la autora de las fotografías que ilustran la novela Shiki Nagaoka: una nariz de ficción (2002) de Mario Bellatin, objeto de estudio en el ámbito académico por su valor bioficcional. Su trabajo forma parte de importantes colecciones como el Archivo Fotográfico Nacional de la Fototeca del Instituto Nacional de Antropología e Historia (INAH),en Pachuca, México; la Walter Phillipps Collection del Banff Centre for Arts and Creativity, en Canadá, y la Colección del Museo del Carmen, en la Ciudad de México.

## Biografía
Comenzó sus estudios de fotografía en la Escuela Activa de Fotografía y los continuó en España, país en donde participó en diferentes talleres con fotógrafos como Humberto Rivas, Manolo Laguillo y George Krauze. De vuelta en México, armó su primera exposición en la Casa del Lago de Chapultepec, en 1991. Gracias a este portafolio, logró obtener su primera beca Jóvenes Creadores del Fondo Nacional para la Cultura y las Artes (FONCA), con la que daría forma a su serie, En aire (1994-1996).
Más adelante, Ximena estudiaría  la carrera en Letras Hispánicas y Literatura en la Universidad Nacional Autónoma de México (UNAM), la maestría en Literatura Comparada en la UNAM, el master en Latin American Literature, en la Universidad de Toronto, y finalmente, el doctorado en Latin American Literature, también de la Universidad de Toronto.
La primera colaboración de Berecochea con Mario Bellatin fue para la novela Shiki Nagaoka: una nariz de ficción (2002), biografía de escritor japonés ficticio, caracterizado por una nariz muy grande. Estas fotografías aparecen al final del libro, en el apartado titulado “Documentos fotográficos sobre Shiki Nagaoka”, y se presentan como una “recuperación iconográfica” de Ximena Berecochea.

Al respecto, Leonel Cherri, en un artículo para la revista Orbis Tertius de la Universidad Nacional de La Plata de Argentina, concluyó que: 
“Shiki Nagaoka funciona en la obra de Bellatin como el punto de sutura entre el lenguaje (de la literatura) y la imagen (del autor)”.
Dunia Gras, doctora en Filología Hispánica por la Universidad de Barcelona, escribió: 
“A través de este juego, Bellatin pone en evidencia las rutinas de las convenciones literarias de la biografía en que puede caer el lector, proponiendo una contravisión que las desautomatice y las desarticule”.
Ximena se casó con el poeta Salvador Alanís, y viven en Canadá desde 2007. Ambos fundaron el Institute for Creative Exchange (ICE Americas) en Toronto, el cual promueve el intercambio entre artistas canadienses y latinoamericanos, con el apoyo de museos, universidades e instituciones culturales como la UNAM, la Universidad de Toronto, la Universidad de Montreal y Toronto Public Libraries.

## Obra
a) Exposiciones individuales y colectivas (selección)
| Año       | Exposición                                                        | Lugar                                                                            |
| 2023      | Camino a casa / Way Home                                          | Flavia Galería. Xalapa, México.                                                  |
| 2023      | Feathers: Tarea, Pájaro y Pájaros – Birds                         | LALA Contemporary. Toronto, Canadá. [XB1]                                        |
| 2019-2020 | The Stone in the Snowball                                         | YYZ Artists Outlet. Toronto, Canadá.                                             |
| 2019      | Performance Objects in Mirrors: Mexican Artist on Canadian Mining | Walk-in Lab at Toronto Biennial of Art. Toronto, Canadá.                         |
| 2017      | New White Door: Come in From the Cold                             | Gallery 50. Toronto, Canadá.                                                     |
| 2016      | Todo por ver                                                      | Museo Cuatro Caminos. Ciudad de México, México.                                  |
| 2014      | 50-2014                                                           | Gallery 50. Toronto, Canadá.                                                     |
| 2012      | Good Times                                                        | Index G. Toronto, Canadá.                                                        |
| 2012      | Revisiones I. El paisaje fotográfico mexicano                     | Galería Patricia Conde. Ciudad de México, México.                                |
| 2012      | Fotógrafos mexicanos                                              | Galería Patricia Conde. Ciudad de México, México. Context Art Miami. Miami, USA. |
| 2012      | Amor a la mexicana                                                | AGO Sales Gallery. Toronto, Canadá.                                              |
| 2011      | Women Behind the Lens                                             | Centro Cultural Tijuana. Tijuana, México.                                        |
| 2009      | Little Red Riding Hood                                            | Index G. Toronto, Canadá.                                                        |
| 2009      | Wildlife                                                          | Nuit Blanche, Spadina Museum. Toronto, Canadá.                                   |
| 2008      | The House in the House                                            | Nuit Blanche, Spadina Museum. Toronto, Canadá.                                   |
| 2005      | Dislocation                                                       | Volkswagen Fotogalerie. Hong Kong.                                               |
| 2004      | Desierto                                                          | Fototeca del INAH. Pachuca, México.                                              |
| 2002      | The Others                                                        | Galería OMR, ARCO. Madrid, España.                                               |
| 2001      | Animal                                                            | Galería Spectrum Sotos. Zaragoza, España.                                        |
| 2001      | Judy, Sara and Joe                                                | The Other Gallery, Banff Centre for Arts. Canada.                                |
| 1998      | Looking at the 90’s                                               | Queens Museum. New York, USA.                                                    |
| 1998      | Contemporary Mexican Photographers                                | Fotofest, Vines Street Studios. Houston, USA.                                    |

b) Publicaciones fotográficas
| Año  | Publicación                                                   | Editorial/medio                                                        | País          |
| 2022 | Photographs in Three Series, Ximena Berecochea                | Revista Double-Double                                                  | Canadá        |
| 2020 | The Stone in the Snowball                                     | YYC & ICE (video-podcast)                                              | Canadá        |
| 2020 | Animal                                                        | Exit. Imagen y Cultura #79                                             | España        |
| 2013 | Fotografía                                                    | Pícnic                                                                 | México        |
| 2011 | Mujeres detrás de la lente                                    | CONACULTA                                                              | México        |
| 2010 | Good Times                                                    | Lee Ka Sing Review, Index G.                                           | Canadá        |
| 2005 | 52 mujeres en el arte mexicano. Una visión social y de género | Gernika                                                                | México        |
| 2004 | Huesca Imagen                                                 | Gobierno de Aragón-CONACULTA                                           | España-México |
| 2004 | 160 años de fotografía en México                              | CONACULTA                                                              | México        |
| 2001 | Contemporary Mexican Photography                              | Private. International Review of Black and White Photographs and Texts | Italia        |
| 1997 | Forum                                                         | Camera Austria International                                           | Austria       |

c) Filmografía
| Año  | Nombre        | Función                 | País   | Tipo       |
| 2019 | 20, 90 Unfold | Fotografía y producción | México | Documental |